# Larus fuscus heuglini
Il gabbiano della Siberia o gabbiano di Heuglin (Larus heuglini, Bree 1876) è un uccello della famiglia dei Laridi.

## Distribuzione e habitat
Questo gabbiano nidifica nella tundra russa compresa tra la Penisola di Kola e la Penisola di Taymyr, e probabilmente anche in Finlandia in cui si registrano numerosi avvistamenti. In inverno migra nell'Asia meridionale e orientale (India, Giappone, Corea, etc.), in Medio Oriente e nelle regioni del Caucaso, ma anche in Africa orientale (Egitto, Somalia, etc.). È di passo in Asia sudorientale, in Europa occidentale (si hanno degli avvistamenti anche in Italia), e in Sudafrica.